# Бернетт, Гэбриел
Гэбриел Рэндольф Бернетт (англ. Gabriel Randolph Burnett; род. 20 сентября 1975) — барбадосский легкоатлет, специалист по барьерному бегу. Выступал за сборную Барбадоса по лёгкой атлетике в 1993—2002 годах, победитель и призёр CARIFTA Games, чемпион Центральной Америки и Карибского бассейна, участник летних Олимпийских игр в Сиднее.

## Биография
Гэбриел Бернетт родился 20 сентября 1975 года.
Впервые заявил о себе в лёгкой атлетике на международном уровне в сезоне 1993 года, когда вошёл в состав барбадосской национальной сборной и выступил на CARIFTA Games в Фор-де-Франс, где в беге на 110 и 400 метров с барьерами выиграл серебряную и бронзовую медали соответственно. В тех же дисциплинах стартовал на юниорском панамериканском первенстве в Виннипеге.
В 1994 году на домашних CARIFTA Games в Бриджтауне трижды поднимался на пьедестал почёта: одержал победу в 110-метровом барьерном беге, получил серебро в барьерном беге на 400 метров и в эстафете 4 × 400 метров. Позже на дистанции 110 метров победил на юниорском первенстве Центральной Америки и Карибского бассейна в Порт-оф-Спейн, бежал 110 и 400 метров с барьерами на юниорском мировом первенстве в Лиссабоне.
В 1998 году представлял Барбадос на Играх Содружества в Куала-Лумпуре, выступил в барьерном беге на 110 метров и в эстафете 4 × 100 метров — в обоих случаях остановился на предварительных квалификационных этапах.
В 1999 году выиграл эстафету 4 × 100 метров на домашнем чемпионате Центральной Америки и Карибского бассейна в Бриджтауне, в беге на 110 метров с барьерами, стартовал на Универсиаде в Пальме и на Панамериканских играх в Виннипеге.
В июне 2000 года на соревнованиях в Бриджтауне установил свой личный рекорд в беге на 110 метров с барьерами — 13,62. Благодаря череде удачных выступлений удостоился права защищать честь страны на летних Олимпийских играх в Сиднее — участвовал в барьерном беге на 110 метров и в эстафете 4 × 100 метров, в обоих случаях не смог пройти дальше предварительных квалификационных этапов.
После сиднейской Олимпиады Бернетт остался действующим спортсменом на ещё один олимпийский цикл и продолжил принимать участие в крупнейших международных стартах. Так, в 2001 году в беге на 110 метров с барьерами он выиграл серебряную медаль на чемпионате Центральной Америки и Карибского бассейна в Гватемале, отметился выступлением на чемпионате мира в Эдмонтоне.
В 2002 году среди прочего стартовал на Играх Содружества в Манчестере и на Играх Центральной Америки и Карибского бассейна в Сан-Сальвадоре.
Завершил спортивную карьеру по окончании сезона 2006 года.